# Road TT – Sucht nach Geschwindigkeit
Road TT – Sucht nach Geschwindigkeit (Originaltitel: Road) ist ein britisch-irischer biografischer Dokumentarfilm der Regisseure Michael Hewitt und Dermot Lavery aus dem Jahr 2014. Die Kinopremiere war am 11. Juni 2014 auf dem Belfast Film Festival, in Deutschland wurde der Film am 9. September 2014 auf DVD und Blu-ray Disc veröffentlicht.

## Handlung
Der Film, erzählt durch Liam Neeson, beschreibt das Leben der britischen Rennfahrerfamilie Dunlop, dem fünffachen TT-F1-Weltmeister Joseph „Joey“ Dunlop, seinem Bruder Robert und dessen Söhne Michael und William. Zusammen prägten sie über 30 Jahre lang die Geschichte der Motorrad-Straßenrennen wie der North West 200 und dem Ulster Grand Prix in Nordirland sowie der Tourist Trophy auf der Isle of Man maßgeblich.
Beleuchtet werden dabei die verschiedenen Aspekte des Sports, die Anfänge in den 1970ern, die Motive der Fahrer an den noch undotierten Rennen ohne Sicherheitskonzept teilzunehmen, den Umgang mit Verletzungen und Tod, Verlust von Freunden und Angehörigen, über Angst, die zunehmende Popularität, die Weiterentwicklung in die Professionalität sowie die Einflussnahme auf die Familie.
Der Filmt zeigt chronologisch abwechselnde und z. T. sehr emotionale Filmausschnitte aus den 1970ern und 1980ern von Joey, den 1990ern von Robert und aktuelle Aufnahmen von Michael und William, unterbrochen von Interviews mit Familie, Freunden und Kollegen.
Ergänzt wird der Film durch zahlreiche private Film- und Fotoaufnahmen der Familie, so z. B. Videos von Helm-Kameras und Onboard-Videos mit teilweise dramatischen Sturzszenen.

## Hintergrund
1992 drehten die Produzenten Dermot Lavery und Michael Hewitt die Dokumentation Between The Hedges über die Straßenrennsaison 1992 mit den Rennfahrern Brian Gardiner, Gary Walker und Robert Dunlop. Dunlop stand zu dem Zeitpunkt auf dem Höhepunkt seiner Karriere. Sein damals dreijähriger Sohn Michael, der während der Dreharbeiten dabei sein durfte, trat später in die Fußstapfen seines Vaters und des bereits am 2. Juli 2000 tödlich verunglückten Onkels Joey.
Die Idee zum Film Road TT entstand am 17. Mai 2008, als sich Levery, Hewitt und Michael Dunlop wiedertrafen, kurz vor Michaels Rennen in der 250-cm³-Klasse der North West 200, welche er gewann und seinen Sieg dem tags zuvor tödlich verunglückten Vater Robert widmete.

## Kritik
„(…) Der Film ist eine sehr gut gemachte Dokumentation über Joey und Robert Dunlop, sowie dessen Söhne William und Michael. Zu Wort kommen Freunde und Mitstreiter, Familienangehörige und die vier Protagonisten selbst. (…)“

„(…)Kopfschütteln, Faszination, Gänsehaut: Der aufwendig produzierte Film der Regisseure Michael Hewitt und Dermot Lavery ruft mit einer bewegenden Familiengeschichte und atemberaubenden Bildern verschiedenste Reaktionen hervor.“

## Trivia
Liam Neeson, der als Sprecher aus dem Off zu hören ist, wuchs im nordirischen Ballymena auf, nur wenige Kilometer von Ballymoney, dem Wohnort der Dunlops.